# Fleur Mellor
Fleur Northey Mellor  (31 de julho de 1936) é uma ex-atleta, velocista e campeã olímpica australiana.
Em Melbourne 1956, ela integrou o revezamento 4X100 m australiano junto com Betty Cuthbert, Shirley Strickland e Norma Croker, que ganhou a medalha de ouro e quebrou o recorde mundial da prova.